# Le Grand Vocabulaire françois
Le Grand Vocabulaire françois ist eines der größten je verkauften enzyklopädischen Wörterbücher der französischen Sprache. Es erschien von 1767 bis 1774 in 30 Bänden auf 18 000 Seiten in Paris und Amsterdam. Der Verleger war Charles-Joseph Panckoucke.

## Würdigung
Das von Joseph Nicolas Guyot (1728–1816), Nicolas Chamfort und Ferdinand Camille Duchemin de la Chesnaye (1741–1775) herausgegebene Lexikon und Wörterbuch verstand sich als Konkurrent des Dictionnaire de Trévoux, den es aber gleichzeitig ausschlachtete wie auch den Dictionnaire de l’Académie française (4. Auflage, 1762) und die Encyclopédie ou Dictionnaire raisonné des sciences, des arts et des métiers. Im Vorwort präsentiert es sich als verbesserte und ergänzte Synthese der Konkurrenten, vor allem als besserer Trévoux. Der Plagiatsvorwurf der Zeitgenossen ist für viele Artikel nicht unberechtigt, doch hat Christophe Rey nachgewiesen, dass in die Sprachartikel eine eigenständige grammatisch-syntaktische und phonetisch-prosodische Komponente eingearbeitet wurde, die dem Wörterbuch ein Alleinstellungsmerkmal verleiht. Darüber hinaus bevorzugt das Vocabulaire gegenüber dem oft engagierten Ton des Trévoux eine neutralere Darstellung. Der Verleger Panckoucke, von dem die Initiative für das Wörterbuch und Lexikon ausgegangen war, machte sich anschließend an das Riesenwerk der Encyclopédie méthodique. Das Grand Vocabulaire von dem es keine weitere Auflage gab, geriet im 19. Jahrhundert in Vergessenheit und wurde erst in neuester Zeit von der historischen Wörterbuchforschung wiederentdeckt.

## Gliederung
1.  A-Aig. 2. Aig–Arc. 3. Arc-Ben. 4. Beo-Cap. 5. Cap-Cir. 6. Cir-Cop. 7. Cop-Den. 8. Den-Edi. 9. Edo-Eta. 10. Eta-Fle. 11. Fli-Gau. 12. Gau-Hai. 13. Hak-Hyv. 14. I-Jar. 15. Jas-Lie. 16. Lie-Mal. 17. Mal-Net. 18. Met-Myt. 19. N-Oli. 20. Olk-Par. 21. Par-Phi. 22. Phi-Por. 23. Por-Qua. 24. Qua-Req. 25. Res-Sau. 26. Sau-Sou. 27. Spa-Thi. 28. Thl-Tur. 29. Tur-Vio. 30. Vip-Zym. Additions.